# Internationaler Kammerchor-Wettbewerb Marktoberdorf
Der Internationale Kammerchor-Wettbewerb Marktoberdorf (englisch International Chamber Choir Competition Marktoberdorf, kurz ICCC) ist ein seit 1989 stattfindender Wettbewerb für Kammerchöre. Er wird alle zwei Jahre zu Pfingsten in Marktoberdorf in Bayern veranstaltet. Seit der Gründung präsentierten sich hier rund 200 Chöre aus mehr als 40 Ländern (Stand 2022).
Gründer des Wettbewerbs war Dolf Rabus, Träger von der Gründung bis 2017 die Bundesvereinigung Deutscher Chorverbände (BDC). Anschließend übernahm der neu gegründete Trägerverein MODfestivals e. V. Die BDC bzw. seit 2019 deren Nachfolger, der Bundesmusikverband Chor & Orchester, ist jedoch weiterhin ideeller Träger.
Erster Schirmherr war 1989 der damalige Bundespräsident Richard von Weizsäcker. 2011 war Bernd Neumann, Beauftragter der Bundesregierung für Kultur und Medien, Schirmherr des Wettbewerbes.
Der ICCC ist Mitglied im Choral Festival Network.